# Destil·leria d'anisats i licors Antoni Gualba
La fàbrica d'anisats, licors i aixarops Antoni Gualba va ser una destil·leria de licors que hi hagué al paratge que actualment es coneix com a Ca la Fassina, a Argentona (El Maresme).

## Història
La fàbrica d'anisats, licors i aixarops Antoni Gualba va ser fundada l'any 1840 per l'Antoni Gualba a Argentona.
Ubicada a mig recorregut del tramvia d'Argentona a Mataró, va tenir el despatx comercial al Carrer Santa Teresa 30, de Mataró.
Ca la Fassina és el nom popular que va rebre la mateixa destil·leria primer i, després, la finca on s'ubicava. La família que vivia i feinejava a les instal·lacions de la destil·leria també va rebre el sobrenom de els de ca la Fassina.
Tot i que la destil·leria va tancar les portes cap al 1965, actualment encara trobem, a la carretera vella d'Argentona a Mataró, una parada de bus, en funcionament, amb el nom de Gualba.
A ca la Fassina es va elaborar un ampli catàleg de licors obtinguts tant per destil·lació com per elaboracions ràpides sense destil·lar.
Entre els licors elaborats per destil·lació trobem l'Anís Català, el Pipermint, el Chartrois (chartreuse), l'absenta, el Licor Jaime (tipus Calisay), la ratafia, la crema de cacau a la vainilla, la crema de cafè, i l'estomacal.
Entre els licors elaborats amb fórmules sense destil·lar trobem diferents anissos catalans, anisats dolços, menta, crema de rom, rom Jamaica, rom fort, rom escarchado, licor de canya, estomacal, conyac, ginebra, crema de cafè i diferents xarops.
Diverses etiquetes dels licors en mans particulars i de col·leccionistes donen fe de l'elaboració dels anisats i licors.
Entre les diverses falques publicitàries que van publicar a diferents revistes d'àmbit local, destaca un cartell modernista obra del dibuixant, il·lustrador i pintor català Gaspar Camps i Junyent.
Entre el 1962 i el 1965 es van produir importants aiguats que van impactar sobre l'activitat de la fassina.
El fotògraf argentoní Alfons Güell en deixà constància de les afectacions d'un d'aquells aiguats a la Fassina.